# Мукрин ибн Абдул-Азиз Аль Сауд
Мукрин ибн Абдул-Азиз Аль Сауд (араб. مقرن بن عبدالعزيز آل سعود‎; род. 15 сентября 1945) — член королевской династии Саудовской Аравии, 35-й и самый младший из ныне живущих сыновей короля Абдул-Азиза. С 23 января и по 29 апреля 2015 года являлся наследным принцем Саудовской Аравии.

## Биография

### Ранняя биография и образование
Родился в Эр-Рияде 15 сентября 1945 года в семье короля Саудовской Аравии Абдул-Азиза ибн Сауда и его наложницы Бараки аль-Йаманийи йеменского происхождения. Она умерла в августе 2018 года. Учился в Эр-Рияде, затем в колледже Королевских военно-воздушных сил Великобритании в Крануэлле, окончив его в 1968 году, и в США.

### Карьера
В 1965 году начал службу в Королевских военно-воздушных силах, в 1970 был назначен командиром 2-й авиаэскадрильи. С 1973 занимал различные командные должности: с 1977 — адъютант командующего воздушными операциями, затем руководитель операций и планирования.
В 1980 году покинул ВВС и в марте был назначен королём Фахдом губернатором провинции Хаиль, с ноября 1999 — губернатор провинции Медина. В период своего губернаторства уделял внимание модернизации столицы провинции и развитию здравоохранения и образования в отдалённых районах.

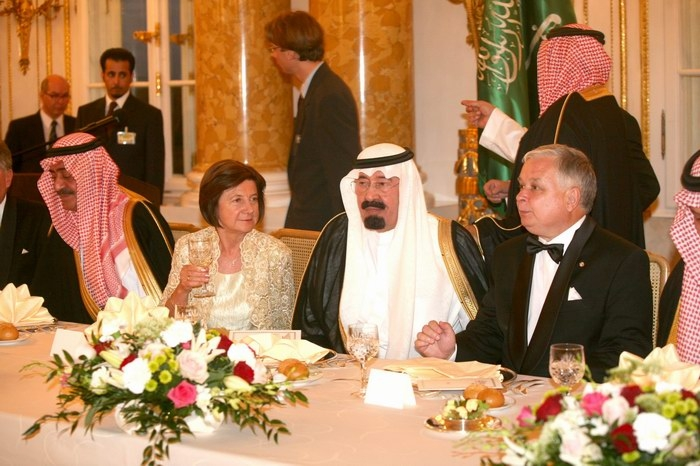
Принц Мукрин (крайний слева) и король Абдалла на встрече с Лехом и Марией Качиньскими в 2007 году

22 октября 2005 года указом короля Абдаллы был назначен главой Службы общей разведки. 1 февраля 2013 года король Абдалла назначил принца Мукрина 2-м заместителем премьер-министра королевства, 27 марта 2014 года был назначен заместителем наследного принца — своего единокровного брата Салмана, что сделало его вторым в линии престолонаследия. Со смертью короля Абдаллы 23 января 2015 года Мукрин стал наследным принцем и 1-м заместителем премьер-министра (по традиции, с 1960 года пост премьер-министра королевства занимает правящий монарх).
29 апреля 2015 года король Салман изменил порядок престолонаследия, освободил Мукрина от должности и назначил на этот пост второго вице-премьера Мухаммеда ибн Наифа Аль Сауда, ставшего новым наследником саудовского престола.
Вместе с братьями и племянниками входит в Совет Верности. 

### Семья и увлечения
Принц Мукрин женат на Абте бинт Хамуд Ал Рашид. У него 14 детей.
Его сын, принц Фахд — общественный деятель и бизнесмен.
Его сын, принц Турки (род. 1973) — пилот и бизнесмен, также является президентом Федерации воздушного спорта Саудовской Аравии.
Другой его сын, принц Мансур (1974—2017) —  бизнесмен, заместитель эмира Асира (2013—2017) и советник кронпринца (2015—2017),  погиб 5 ноября 2017 года при падении вертолёта в провинции Асир.
Принц Мукрин увлекается астрономией, литературой и арабской поэзией. У него богатая библиотека, в которой более 10 тысяч книг.

## Награды
- Орден Короля Абдель-Азиза 1 класса[27]
- Кавалер Большого креста ордена За заслуги перед Итальянской Республикой (16 ноября 2007 года)[28]